# Heckler & Koch USP
Heckler & Koch USP (tysk: Universale Selbstladepistole) er en pistol, som fås i mange udgaver, og er brugt i mange lande. De forskellige versioner er, udover standardvåbnet, bl.a. USP compact, USP tactical, USP SD (lyddæmpet taktisk version) og USP expert.
Ammunitionen, der fra fabrikkens side kan varieres efter behov, er: 9 mm Luger, .40 S&W og .45 Auto.

## Det danske politi
Heckler & Koch USP Compact er en komprimeret udgave af den originale Heckler & Koch USP. Det danske politi bruger den som standardtjenestevåben i kaliberen 9 x 19 mm Parabellum.

## Udgaver

### USP Tactical
USP Tactical er udstyret med et løb, hvorpå der kan monteres en lyddæmper, justerbar aftrækker og justerbart præcisionssigtekorn.
Udover disse ændrininger i fohold til den originale pistol er den testet for:
- Brug under ekstreme temperaturer: +59 °C / -32 °C
- Brug efter at være dyppet i saltvand
- Brug under forhold med: sand, støv og mudder
- Brug efter at være tabt hårdt

### USP Expert
USP Expert er designet til at være meget præcis og kraftig i sin skydning.
| Våben | Spire Denne artikel om våben er en spire som bør udbygges. Du er velkommen til at hjælpe Wikipedia ved at udvide den. |